# التحفة الإثني عشرية
التحفة الإثني عشرية (بالفارسية: تحفهٔ اثنی عشریه) كتاب كلامي، ألفه المتكلم السني عبد العزيز الدهلوي باللغة الفارسية في الرد على الشيعة الإثني عشرية، وهو من أشهر الكتب التي كتبها المتكلمون السنة في نقد الشيعة والتشيع، وقد أخذ الكتاب شهرة واسعة، وتُرجم للعربية والأردوية، وكُتبت حوله بعض الدراسات، كما انهال المتكلمون والمؤلفون الشيعة بكتابة الردود على أبواب هذا الكتاب، ثم قام تلامذة الدهلوي وأنصاره فيما بعد بالدفاع عنه والرد على بعض ما كتبه الشيعة في الرد عليه.

## أبواب الكتاب
- الباب الأول: في تاريخ الشيعة وفرقها.
- الباب الثاني: في مكائدها.
- الباب الثالث: في أسلافها وكتبها.
- الباب الرابع: في رواة الشيعة وأخبارها.
- الباب الخامس: في الإلهيات.
- الباب السادس: في النبوات.
- الباب السابع: في الإمامة.
- الباب الثامن: في المعاد.
- الباب التاسع: في المسائل الفقهية.
- الباب العاشر: في المطاعن.
- الباب الحادي عشر: في الخواص الثلاث، وهي الأوهام والتعصبات والهفوات.
- الباب الثاني عشر: في الولاء والبراء.

## الترجمات والمختصرات والبحوث المرتبطة
- عرَّب محمد سعيد الأسلمي المدراسي الكتاب كاملاً،[1] وطُبع تعريبه في الهند سنة 1310 هـ.[2]
- عرَّب رحمة الله الهندي الكتاب كاملاً، ولكن تعريبه لا يزال مخطوطاً كما ذُكر في الإعلام بتصحيح كتاب الأعلام.[2]
- عمل محمود شكري الآلوسي على اختصار تعريب الأسلمي المزبور وتهذيبه سنة 1301 هـ، وأخرجه بعنوان المنحة الإلهية مختصر التحفة الإثني عشرية.
- «كتاب التحفة الإثني عشرية للإمام عبد العزيز الدهلوي، من أول الباب العاشر إلى نهاية الكتاب، تحقيق ودراسة»، هو عنوان لرسالة دكتوراه لإبراهيم الفارس، تقدم بها لجامعة الإمام محمد بن سعود الإسلامية.[3]
- ترجم عبد المجيد خان الكتاب إلى أردوية وجعل الترجمة بعنوان الهدية المجيدية.
- تُرجم ترجمتين أُخريتين إلى الأردوية دون جعل عنوانٍ خاصّ؛ إحداها بقلم خليل الرحمن النعماني، والأخرى بقلم سعد خان اليوسفي.

## الردود

### الفارسية
- ألف محمد بن عبد النبي النيشابوري الأخباري كتابه سيف الله المسلول على مخربي دين الرسول في ست مجلدات في الرد على جميع أبواب التحفة.[4]
- ألف حسن العظيم آبادي كتابه تجهيز الجيش لكسر صنمي قريش في عدة مجلدات في الرد على جميع أبواب التحفة.[5]
- ألف محمد عناية الدهلوي النزهة الإثني عشرية كتابه في تسع مجلدات، في الرد على جميع أبواب التحفة، وقد طُبعت خمس مجلدات فقط منه.[6]
- ألف محمد قلي الكنتوري كتباً عديدة؛ خصَّ كلَّ واحداً منها برد بابٍ من أبواب التحفة، فكتب السيف الناصري في الرد على الباب الأول من التحفة، وهو باب في تاريخ الشيعة وفرقها.[7] وتقليب المكائد في الرد على الباب الثاني من التحفة، وهو باب المكائد.[8] وبرهان السعادة في الرد على باب الإمامة.[9] وتشييد المطاعن لكشف الضغائنألفه في الرد على الباب العاشر، وهو باب المطاعن.[10] ومصارع الأفهام لقلع الأوهام في الرد على الباب الحادي عشر، وهو باب الأوهام والتعصبات والهفوات.[11] وقد سمَّى مجموع هذه الردود باسم الأجناد الإثنا عشرية المحمدية.
- ألف خير الدين محمد الهندي الإله آبادي كتابه هدية العزيز في الرد على الباب الرابع من التحفة، وهو باب أصول الحديث والرجال.[12]
- ألف دلدار علي الهندي مجموعة من الردود؛ خصَّ كل واحدٍ منها بمجلد، فكتب الصوارم الإلهيات في قطع شبهات عابد العزى واللات في الرد على الباب الخامس من التحفة، وهو باب الإلهيات.[13] وحسام الإسلام وسهام الملام في الرد على الباب السادس من التحفة، وهو باب النبوات.[14][15] وخاتمة الصوارم في الرد على الباب السابع من التحفة، وهو باب الإمامة.[16] والغيبة في الرد على الإشكالات المتوجهة للعقيدة الشيعية في غيبة المهدي.[17][18] وإحياء السنة وإماتة البدعة بطعن الأسنة في الرد على الباب الثامن من التحفة، وهو باب المعاد.[19] وذو الفقار في الرد على الباب الثاني عشر.[20]
- ألَّف محمد بن دلدار علي الهندي مجموعة من الردود على التحفة الإثني عشرية، فمنها؛ البوارق الموبقة في الرد على الباب السابع من التحفة، وهو باب الإمامة.[21] وطعن الرماح ألفه محمد بن دلدار علي الهندي في الرد على باب المطاعن.[22] وله رد آخر باللغة العربية.
- ألف أبو علي جعفر خان البنارسي الدهلوي، كتابه برهان الصادقين في الرد على باب الإمامة عموماً، كما تطرق لبعض المسائل الأخرى كالمسح والمتعة ونحوها.[23] ثم اختصره وسمى المختصر مهجة البرهان.[24] كما كتب تكسير الصنمين في الرد على باب المطاعن.[25]
- ألَّف حامد حسين الهندي كتابه التفصيلي الضخم عبقات الأنوار في إمامة الأئمة الأطهار في الرد على باب الإمامة.[26]
- ألَّف محمد عباس التستري كتابه الجواهر العبقرية في الرد على باب الإمامة.[27]
- ألف أحمد الكرمانشاهي كشف الشبهة عن حكم المتعة وهو في الرد على مسألة المتعة الواردة في الباب التاسع، وهو باب المسائل الفقهية الخلافية.[28]

### العربية
- ألَّف محمد بن دلدار علي الهندي كتابه الإمامة في الرد على الباب السابع من التحفة، وهو باب الإمامة.[29]
- كتب مهدي الخالصي الكاظمي كتابه بيان تصحيف المنحة الإلهية عن النفثة الشيطانية رداً على النسخة المعرَّبة المختصرة.[30]
- كتب محمد طاهر السماوي النجفي كتابه نقض المنحة الآلوسية رداً على النسخة المعرَّبة المختصرة.[31]
- ترجم علي الحسيني الميلاني كتاب عبقات الأنوار الفارسي الذي كتبه حامد حسين الهندي رداً على باب الإمامة، وقد لخص مطالب الترجمة وأضاف إليها مطالب أخرى فصار كتابه كتاباً مستقلاً أسماه باسم نفحات الأزهار في خلاصة عبقات الأنوار.

### الأردوية
- الرد على التحفة الإثني عشرية: رد ضخم على جميع أبواب التحفة، ألفه الشاعر ميرزا محمد هادي رسوا في عشرين مجلداً، وتوجد النسخ الخطية لهذه المجلدات في مدرسة الواعظين بلكنو الهندية.[32]
- جواب تحفهٔ اثنی عشریه: ألفه سعادت حسين اللكنوي، وهو رد على جميع أبواب التحفة.[32]
- التحفة المنقلبة: ذكره الطهراني في الذريعة دون ذكر صاحب الرد.[33]